# Karangahape Road
Pour les articles homonymes, voir Queen Street.
Karangahape Road, souvent surnommée K' Road, est une des principales rues d'Auckland. Elle coupe Queen Street en sa partie supérieure dans le dernier dixième de celle-ci.